# 恋人達の明日
「恋人達の明日」（こいびとたちのあした）は、1981年6月5日に発売された大貫妙子の6枚目のシングル。A面・B面曲共にアルバム『AVENTURE』からのシングルカット。

## 概要
表題曲「恋人達の明日」は、坂本龍一によるテクノポップ・アレンジが特徴の曲で、当時イギリスを中心に活動し日本でも人気のあった姉妹グループ、ノーランズを意識して制作された。コーラスアレンジは山下達郎が担当しており、コーラスには山下のほか竹内まりややEPOといったミュージシャンが参加している。増田恵子など、複数の歌手にカヴァーされている楽曲である。B面曲「愛の行方」は、音の向こうに絵が見えてくることを意識して制作されたバラード曲。両曲ともドラムは高橋幸宏、ギターは大村憲司の演奏によるもの。
シングルのジャケットにはアルバム『AVENTURE』と同じ写真を加工したものが用いられており、撮影時のスタイリストは高橋靖子が担当している。

## 収録曲
両曲とも作詞・作曲は大貫妙子
1. 恋人達の明日［4:05］
編曲: 坂本龍一 / コーラスアレンジ: 山下達郎
2. 愛の行方［3:37］
編曲: 坂本龍一

## 参加ミュージシャン
恋人達の明日
- Chorus Arrangement: 山下達郎
- Prophet 5: 坂本龍一
- Guitar: 大村憲司
- Bass: 中村裕二
- Drums: 高橋幸宏
- Percussion: 浜口茂外也
- Background Vocals: 大貫妙子、竹内まりや、EPO
- Computer Programming: 松武秀樹

愛の行方
- Rhodes Piano, Prophet 5: 坂本龍一
- Guitar: 大村憲司
- Drums: 高橋幸宏

## カバー
| 曲名         | 歌手       | 収録作品                   | 発売日         |
| ------------ | ---------- | -------------------------- | -------------- |
| 恋人達の明日 | 増田恵子   | アルバム『恋するお友達』   | 1982年11月10日 |
| 恋人達の明日 | 白石まるみ | シングル「恋人たちの明日」 | 1983年1月21日  |
| 恋人達の明日 | 大石恵     | シングル「恋人達の明日」   | 1998年7月1日   |